# Саммервилл (Южная Каролина)
Са́ммервилл (англ. Summerville) — малый город (town) в округе Дорчестер (в основном; последнее время в связи с расширением площади города также частично в округах Беркли и Чарлстон), штат Южная Каролина, США. 7-й по количеству жителей город штата (2017).

## География, транспорт
Город расположен в южной части штата на территории одновременно трёх округов. C востока он граничит с городком Линкольнвилл, с юго-востока — с городом Норт-Чарлстон, южной границей Саммервилла служит река Эшли.

Площадь города составляет 46,88 км², из которых 0,31 км² (0,62 %) занимают открытые водные пространства.
Через Саммервилл проходят крупные автомагистрали US 17, US 78, I-26 и SC 165.

## Климат
За год на город выпадает в среднем 1295 мм дождя: самый влажный месяц — август (182 мм), самый сухой — ноябрь (62 мм). В среднем в году 112,6 дней, когда выпадает сколь-либо заметное количество дождя (>0,254 мм): больше всего таких дней в августе (13,2), меньше всего — в ноябре (7). Что касается снега, то его в среднем выпадает 1,5 см в год: 0,8 см в декабре, 0,3 см в январе и 0,5 см в феврале, в остальные месяца снега ни разу зафиксировано не было. Снег в декабре в среднем бывает один раз в 5 лет, в январе и феврале — раз в 10 лет.

Солнце светит над городом в среднем 2810,8 часов в год: самый солнечный месяц — май (294,5 часов в месяц), самый пасмурный — декабрь (170,5 часов).

## История
Первое евроамериканское поселение на месте будущего города появилось в 1785 году под названием Пайнленд-Вилладж — его основали переселенцы-плантаторы из Чарлстона, расположенного примерно в 30 километрах к юго-востоку. Землевладельцы бежали от обилия сезонных насекомых и малярии ими переносимой, здешняя местность пришлась многим по душе обилием сосен, тени и более комфортной температурой воздуха в жаркие летние месяцы. В начале XIX века до города дотянулась первая железнодорожная ветка, в связи с чем началась массовая вырубка местных деревьев. В 1847 году поселение получило статус «город» (англ. town), и новообразованные власти Саммервилла первым делом приняли закон, запрещающий на своей территории вырубку деревьев без разрешения — это был один из первых законов подобного рода в стране. С тех пор существуют девизы города: «Сосна священна» и «Цветочный город в соснах», так как помимо хвойных Саммервилл славится своими цветами, особенно азалиями — так же называется городской журнал. В 1886 году город сильно пострадал от землетрясения и вызванного им пожара. В 1899 году Международный конгресс врачей («Туберкулёзный конгресс») объявил Саммервилл одним из двух лучших мест в мире для лечения лёгочных болезней и болезней горла, а также для восстановления после этих болезней — это связано как с климатом местности, так и с обилием сосен в окру́ге. Несмотря на то, что после этого количество туристов в городе увеличилось, население Саммервилла на протяжении десятилетий, до конца 1970-х годов, не превышало 6000 человек. В 1980-х годах произошёл резкий скачок — за десятилетие количество жителей увеличилось почти в три с половиной раза. Вообще, за сорок лет, с начала 1970-х годов до начала 2010-х, население Саммервилла увеличилось более чем в одиннадцать раз.

## Демография
2010 год
По переписи 2010 года в Саммервилле проживали 43 392 человека, было 16 181 домохозяйство. Расовый состав: белые — 72,1 %, негры и афроамериканцы — 21,4 %, коренные американцы — 0,4 %, азиаты — 1,5 %, уроженцы тихоокеанских островов — 0,1 %, прочие расы — 1,6 %, смешанные расы — 2,9 %, латиноамериканцы (любой расы) — 5 %.

В 38,6 % домохозяйств проживали дети младше 18 лет, а в 8,8 % — пенсионеры старше 65 лет; 48,9 % домохозяйств представляли собой супружеские пары, живущие совместно, 15,4 % — женщин — глав семьи без мужа, 31 % домохозяйств не являлись семьями. Средний размер домохозяйства составлял 2,55 человек.

27 % жителей Саммервилла были младше 18 лет, а 10,5 % — старше 65 лет. Средний возраст горожанина составлял 34,7 лет.

Средний доход домохозяйства города составлял 54 677 долларов в год; 11,2 % населения жили за чертой бедности.
2012 год
По оценкам 2012 года средний доход домохозяйства составлял 53 407 долларов в год, при среднем показателе по штату 43 107 долларов; доход на душу населения был 25 807 долларов в год.
2013 год
По оценкам 2013 года в Саммервилле проживали 46 074 человека: 47 % мужского пола и 53 % женского. Средний возраст горожанина составлял 34,7 лет, при среднем показателе по штату 37,2 лет.

О происхождении своих предков жители сообщили следующее: немцы — 14,2 %, ирландцы — 10,7 %, англичане — 9,3 %, французы — 2,7 %, шотландцы — 2,3 %.

Опрос горожан старше 15 лет показал, что 25,4 % из них не состоят в браке и никогда в нём не были, 54,5 % состоят в браке и живут совместно, 2,7 % состоят в браке, но живут раздельно, 4,8 % вдовствуют и 12,6 % находятся в разводе.

3,7 % жителей были рождены вне США (в том числе 1,1 % в Европе и 0,5 % в Азии), при среднем показателе по штату 4,7 %.
2014 год
По состоянию на июнь 2014 года безработица в городе составила 4,7 %, при среднем показателе по штату 5,7 %.
2019 год
По оценкам 2019 года в Саммервилле проживали 52 549 человек.